# Yutaka Balletta
Yutaka Balletta (バレッタ 裕 Baretta Yutaka?,  Colorado, Estados Unidos, 8 de agosto de 1991) es un actor de voz japonés, afiliado a Power Rise. Uno de sus roles más destacado es el de Shōma Hanamura en The Idolmaster SideM y The Idolmaster SideM: Wake Atte Mini!.

## Biografía
Balletta nació el 8 de agosto de 1991 en el estado de Colorado, Estados Unidos, pero fue criado en Japón. Su padre es estadounidense y su madre japonesa. Su debut como seiyū se produjo en 2014, dando voz a un personaje secundario en el anime Space Dandy.

## Filmografía

### Anime
2014
- Space Dandy como Aldeanos
- Nō-Rin como Nijihara

2016
- Battery como Yūto Hagi

2017
- The Idolmaster SideM como Shōma Hanamura

2018
- The Idolmaster SideM: Wake Atte Mini! como Shōma Hanamura

2020
- Hachinan tte, Sore wa Nai Deshō! como Eckhard
- Eternity: Shinya no Nure Koi-chan Neru como Colega B[3]

2021
- Fairy Ranmaru como Urū Seiren[4]

### Videojuegos
2014
- Shissō, Yankee Tamashī como Yankee

2015
- The Idolmaster SideM como Shōma Hanamura
- Yume Ōkoku to Nemureru 100-Nin no Ōji-sama como Ryan

2016
- Elakis: Eien no Tō to Kishi no Monogatari como Arthur[5]

2017
- The Idolmaster SideM: Live on Stage como Shōma Hanamura

2018
- Ōkasabaki Ki como Okitama Īde Yukisuke[6]